# Barbura
Barbura – wieś w Rumunii, w okręgu Hunedoara, w gminie Băița. W 2011 roku liczyła 129 mieszkańców.